# Santiago Navarro Félez
Santiago Navarro Félez   (el Prat de Llobregat, 17 d'octubre de 1936 - el Prat de Llobregat, 8 d'octubre de 1993) va ser un jugador de bàsquet català.

## Trajectòria
Començà en el món del bàsquet al CB Prat, amb 9 anys. Tres anys després, va passar a l'equip de la Seda, equip adscrit a l'obra sindical Educación y Descanso. Dos anys després, va ingressar en el segon equip del FC Barcelona. Per a la temporada 1956-1957 fitxà pel Aismalíbar Montcada, equip entrenat per Eduardo Kucharski, i va romandre a aquest equip fins a la temporada 1963-1964. El seu últim equip professional va ser el FC Barcelona, jugant la primera campanya en segona divisió i les dues següents en primera. Fou trenta-quatre vegades internacional absolut amb Espanya i medalla de plata en els Jocs Mediterranis (1959). Es va retiraramb 30 anys. Va tenir una breu experiència com a entrenador en el FC Barcelona.

## Internacionalitats
Va ser internacional amb Espanya en 34 ocasions, participant en els següents esdeveniments:
- Jocs Olímpics 1960: 14 posició.
- Eurobasket 1961: 13 posició.